# Dan Swimer
Dan Swimer (* 1972 in Manchester) ist ein britischer Drehbuchautor und Fernsehproduzent.

## Leben
Dan Swimer studierte Französisch und Linguistik an der University of Leeds. Anschließend kam er über ein Praktikum zu MTV, wo er zunächst als Runner und später als Einflüsterer für Donna Air bei MTV Select arbeitete.
Anschließend arbeitete er als Fernsehproduzent für Channel 4s Popworld. Dort lernte er Simon Amstell kennen, der bei der Show als Moderator dabei war.  Die beiden wandelten die Sendung von einer normalen Musiksendung zu einer Art Comedy-Show um, bei denen die namhaften Gäste oft provoziert wurden. So gab der bekennend homosexuelle Amstell dem als homophob geltenden Reggae-Star Beenie Man eine Banane mit seiner Telefonnummer darauf und bat um eine Umarmung.
Amstell nahm Swimer daraufhin mit als Schreiber zu Never Mind the Buzzcocks. Dort setzten sie ihr altbewährtes Konzept so weit fort, dass viele Gäste empört die zu diesem Zeitpunkt bereits etablierte Quizsendung verließen. Anschließend schrieb Swimer für die Sitcom Grandma's House, für die er für den British Comedy Award 2010 in der Kategorie Best New TV Comedy nominiert war. Es folgten Crims und A League of Their Own. 2018 wurde er Drehbuchautor für Who Is America? von Sacha Baron Cohen.
2020 schrieb er zusammen mit Sacha Baron Cohen, Anthony Hines, Peter Baynham, Erica Rivinoja, Dan Mazer, Jena Friedman, Lee Kern und Nina Pedrad den Film Borat Anschluss Moviefilm, die Fortsetzung zu Cohens Borat – Kulturelle Lernung von Amerika, um Benefiz für glorreiche Nation von Kasachstan zu machen von 2006. Dafür erhielt er bei der Oscarverleihung 2021 eine Oscar-Nominierung in der Kategorie Bestes adaptiertes Drehbuch.

## Filmografie

### Filme
- 2020: Borat Anschluss Moviefilm (Borat Subsequent Moviefilm: Delivery of Prodigious Bribe to American Regime for Make Benefit Once Glorious Nation of Kazakhstan)

### Fernsehserien
- 2005–2006: Popworld (Produktion)
- 2008: Lily Allen and Friends (beratender Produzent)
- 2008–2014: Never Mind the Buzzcocks (Drehbuch)
- 2010–2012: Grandma’s House
- 2011: How TV Ruined Your Life (Drehbuch)
- 2011: Stand Up for the Week (Drehbuch)
- 2012–2015: A League of Their Own (Drehbuch)
- 2015: Crims (Drehbuch)
- 2016: Flat-TV (Drehbuch)
- 2018: Who Is America? (Drehbuch und Produktion)
- 2019: The Masked Singer (Produktion einzelner Panels)
- 2019: Nick Cannon’s Hit Viral Videos: Holiday 2019 (Produktion, Fernsehspecial)